# Kashgar
Kashgar o Kashi; in arabo ﻛﺸﻐﺎﺭ‎?, Kashghār; in cinese: (喀什); in tagiko: (кашгар); (500.000 ab.) è una città della provincia autonoma dello Xinjiang, in Cina. 
È sede di uno dei più interessanti bazar settimanali (il "bazar della domenica") e mercati settimanali del bestiame (il cosiddetto "mercato dei cammelli"), ed è un luogo storico di incontro di genti lungo la via della seta. La strada del Karakorum la collega al Pakistan attraversando il passo Khunjerab. Attraverso il passo Torugart (3.752 m) e il passo di Irkeštam si raggiunge invece il Kirghizistan, rispettivamente nel Sud e nel Sudovest del Paese (verso Biškek o verso Oš). Attraverso il passo Kulma, infine si passa in Tagikistan valicando il Pamir.

## Geografia fisica
Kashgar si trova all'estremità occidentale del bacino del Tarim e a sud della catena del Tian Shan, la quale separa lo Xinjiang dal Kirghizistan. La città si trova nel bel mezzo di un'oasi del deserto del Taklamakan irrigata dal fiume Kashgar, che scorre verso est fino al fiume Tarim.
Possedendo la Cina un unico fuso orario, centrato approssimativamente su Pechino, a Kashgar il sole raggiunge il massimo della sua elevazione intorno alle ore 15. Ciò fa sì che, pur godendo la città di un numero di variazione di ore di luce nel corso dell'anno tipico di una latitudine della fascia temperata (a titolo di paragone, si trova all'incirca sullo stesso parallelo di Cosenza), gli orari di alba e tramonto siano alquanto insoliti: per esempio, nel periodo natalizio, il sole sorge intorno alle 10:15, ma tramonta solo poco prima delle 19:45. Vicino al solstizio d'estate, invece, l'alba avviene soltanto alle 7:30, ma il crepuscolo si verifica alle 22:30.

## Storia
Le prime menzioni della città si riscontrano in alcuni documenti persiani che la definiscono capitale delle tribù tushlan. Si ritiene che sia stata la prima città buddista del bacino del Tarim: dal II al XI-X secolo qui fiorì il Buddismo Hīnayāna e la cultura indo-persiana era piuttosto influente.
Quando nel I secolo d.C. la dinastia Han perse il controllo di Kashgar, il generale Ban Chao tentò di strapparla brutalmente ai possedimenti tribali degli Xiongnu, proclamando leggi filocinesi e ripristinando il commercio della via della seta con Merv, con la Partia, con Babilonia e con la Siria.
Il nome Kashgar appare per la prima volta trascritto in cinese (K'iu-cha) nel Libro dei Tang. Kashgar riconobbe la sovranità della dinastia Tang nel VII secolo e si vide dotata di una guarnigione difensiva, tuttavia l'impero cinese dovette arrendersi all'espansione del Tibet verso il bacino del Tarim nel 670 e nel 694. La leggenda vuole che Qutayba ibn Muslim avesse conquistato la città nel 715, tuttavia Hamilton Alexander Rosskeen Gibb ha dimostrato che gli arabi non raggiunsero mai la zona. Anzi, a partire dal 750 Kashgar venne occupata dai Qarluq, e da quell'istante visse un graduale processo di turchizzazione.
In epoca successiva ai Samanidi viene menzionato Sultan Satuq Bughra Khan come il primo khān musulmano di Kashgar. Sotto i Karakhanidi la città divenne la più importante del bacino del Tarim, e già nel IX secolo esisteva un libro in arabo sulla città, un'opera di Abu 'l-Futūḥ ʿAbd al-G̲h̲āfir b. Ḥusayn al-Almaṣī al-Kāshgharī.
Da questa città vi passò anche Marco Polo nel XIII secolo, descrivendola ne Il Milione:
Cascar, un tempo regno indipendente, è ora sottoposta al Gran Kan. Le genti adorano Maometto, vivono in castelli e città delle quali la più nobile e grande è Cascar, posta fra greco e levante. Vivono di mercanzia e di arti. Hanno deliziosi giardini belle vigne e bei poderi. Nasce qui molto cotone e anche lino e canapa. Da questa contrada partono numerosi mercanti che vanno per il mondo con i loro traffici: c'è da dire però che sono gente avara e miserabile: mangiano male e bevono male. In questa contrada vi sono anche cristiani nestoriani che hanno una loro chiesa e una loro regola religiosa; e il linguaggio è diverso dagli altri.
Dal 1033 al 1205 i sovrani di Kashgar vennero sepolti in un apposito mausoleo (in arabo al-junbadha al-khāqāniyya) sulla riva del fiume Tumen. In epoca mongola Masud Beg fece erigere in città una madrasa, poi Mirza Abu Bakr Dughlat, ultimo governatore del clan dei Dughlat, distrusse la vecchia fortezza della città e la ricostruì in un nuovo sito negli ultimi anni di regno, sull'altra sponda del Tumen, presso la lingua di terra tra il suddetto fiume e il Kyzylsu.
Kashgar passò al Khanato Chagatai, anche se la sua amministrazione venne condivisa con i Dughlat fino al 1678. 
Dopo la morte di Chagtai la città fu teatro di numerose guerre di successioni, interrotte da un breve periodo pacifico a metà XIV secolo durante il regno di Tughluq Timur, susseguito poi dall'invasione dell'esercito di Tamerlano. A partire dal XVI secolo al potere si susseguirono diversi khoja locali, sino a quando a metà XVIII secolo la dinastia Qing si impossessò di tutto il Turkestan orientale dandogli il nome Xinjiang ("nuova frontiera").
A partire dal 1865 Kashgar fu il centro del movimento anticinese guidato da Yakub Beg, che venne sedato con successo dai Qing. Il potere imperiale venne ulteriormente consolidato con la nomina di consoli russi e britannici a Kashgar e con l'elevazione della stessa allo status di capitale al posto di Yarkant. Un'altra ribellione musulmana anticinese insorse agli inizi del XX secolo con Khoja Niyaz: la rivolta venne sedata solo nel 1934 grazie all'aiuto dell'Unione Sovietica, e ulteriori movimenti secessionisti nacquero tra gli anni trenta e quaranta. Con l'ascesa dei comunisti in Cina nel 1949 la popolazione turca dello Xinjiang venne fortemente repressa e venne incentivata nell'area la migrazione dei cinesi han. A Kashgar tuttavia, il 90% della popolazione è di etnia uigura su un totale di oltre 200.000 abitanti (al 2002).

## Monumenti e luoghi di interesse

La tomba di Apakh Hoja

Il sito di interesse musulmano più importante nei dintorni di Kashgar è il mausoleo di Apakh Hoja, un celebre santo del XVII secolo. Nel cuore della città vecchia è sita la moschea di Id Kah circondata da un bazar.
La città vecchia è circondata da edifici amministrativi in stile russo costruiti negli anni cinquanta. La via principale della città è dominata da una statua di Mao Zedong alta 18 m. Due edifici in stile europeo sono da menzionare: il primo è il Chini Bagh, la vecchia sede del consolato britannico che per 26 anni fu la dimora del console Sir  George Macartney e di sua moglie Catherine, la quale descrive perfettamente il palazzo nelle sue memorie Una lady inglese nel Turkestan cinese. Il secondo edificio è la sede dell'ex consolato russo, oggi sede dell'Hotel Seman, dove vi dimorò Nikolaj Fëdorovič Petrovskij, rivale di Macartney a Kasghar durante il Grande gioco.
A nordovest di Kashgar si trovano le Tre grotte dei buddisti immortali (Sanxian dong), lungo la riva sud del fiume Qiakemake. Risalenti al II o III secolo, queste sono le grotte buddiste più antiche di tutta la Cina.

## Economia
Dal 2010 Kashgar è una delle sette zone economiche speciali istituite dalla Repubblica Popolare Cinese, nonché una delle due dello Xinjiang assieme a Khorgas. Da Kashgar parte il Corridoio economico Cina-Pakistan che arriva fino al porto di Gwadar.